# Cratere Voo
Voo  è un cratere sulla superficie di Marte.